# Funiculaire Eizan
Le funiculaire Eizan (叡山ケーブル, Eizan Kēburu), officiellement ligne funiculaire (鋼索線, Kōsaku-sen), est un funiculaire situé sur les pentes du mont Hiei, à Kyoto au Japon. Il est exploité par la compagnie Keifuku Electric Railroad et permet d'accéder au monastère Enryaku-ji par le versant ouest.

## Histoire
Le funiculaire ouvre en décembre 1925.

## Caractéristiques

### Ligne
Le funiculaire se compose d'une voie unique avec évitement central.
- Longueur : 1,3 km
- Dénivelé : 561 m
- Pente : 53,0 %
- Écartement rails : 1 067 mm
- Nombre de gares : 2

L'évitement central
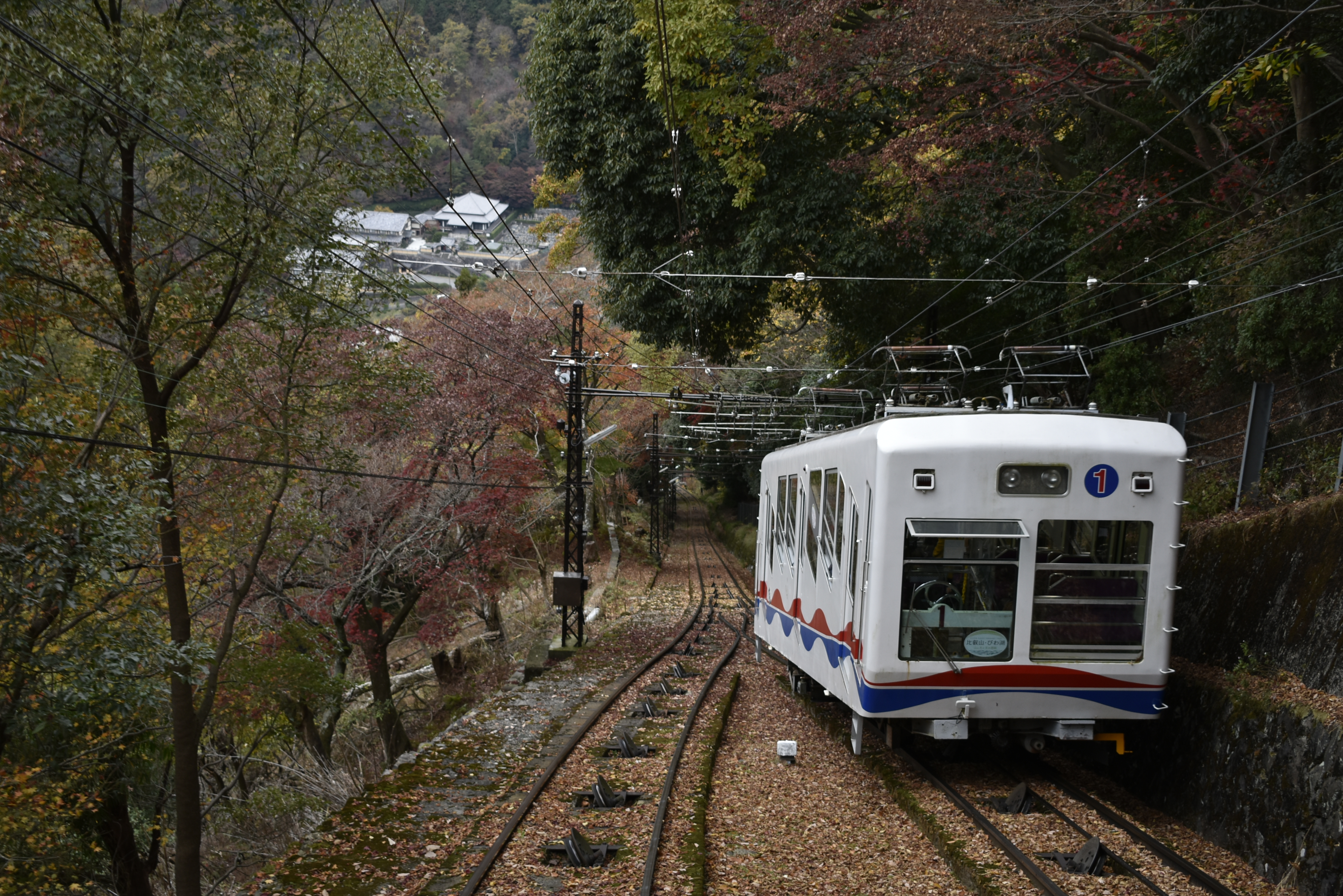
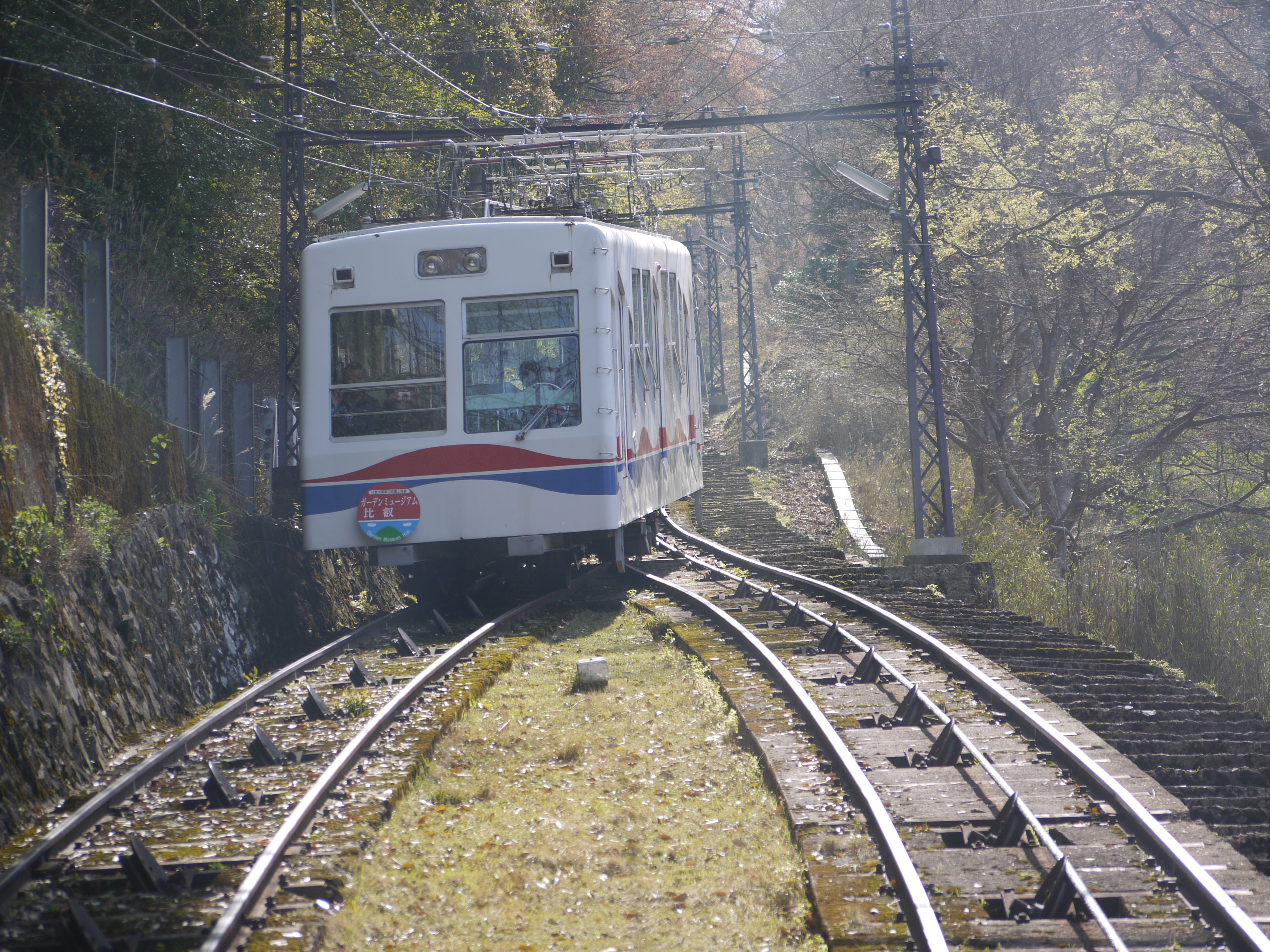
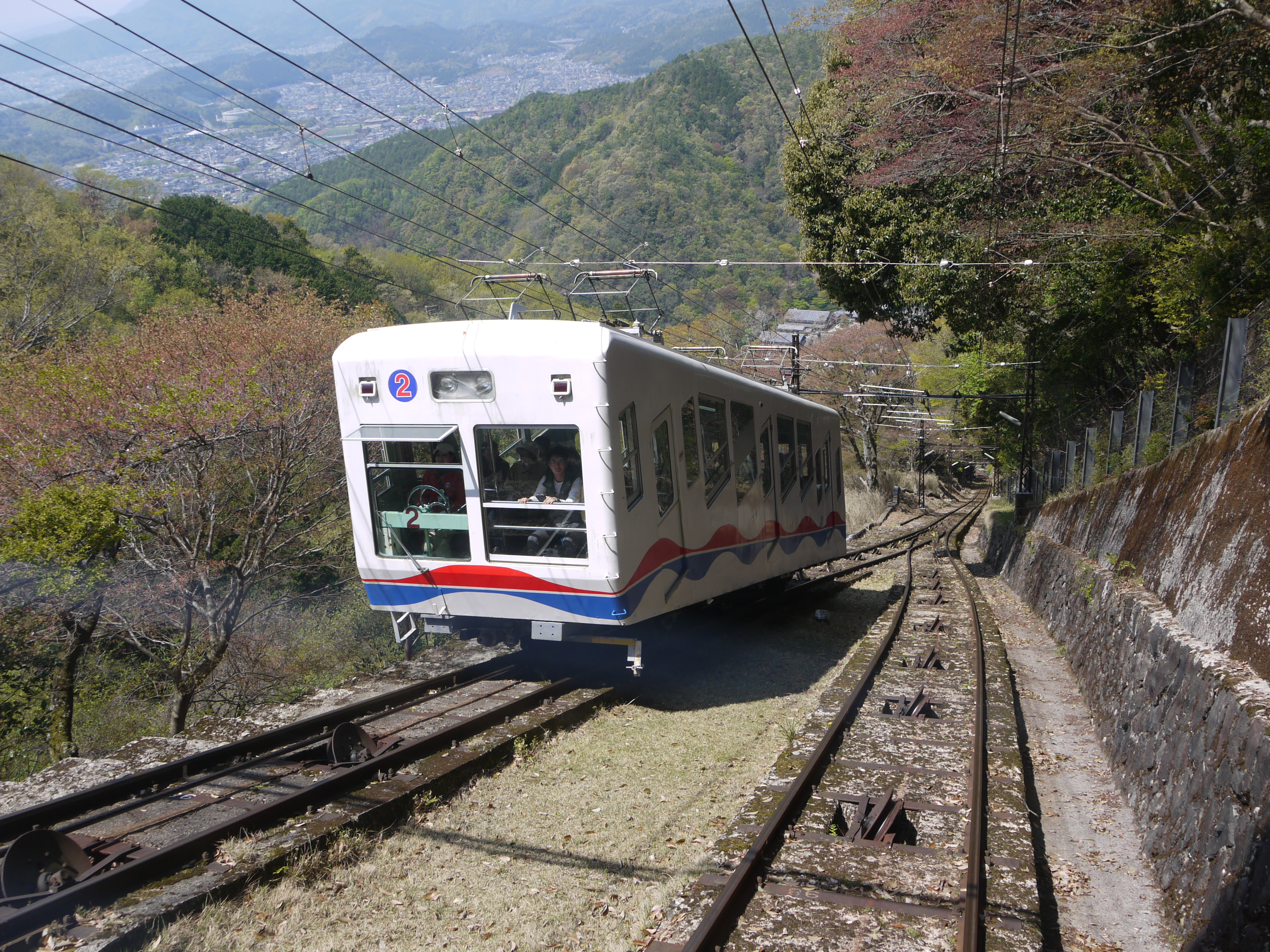

### Liste des gares
| Gare       | Nom japonais | Distance (km) | Correspondances                     | Localisation |
| ---------- | ------------ | ------------- | ----------------------------------- | ------------ |
| Cable Yase | ケーブル八瀬 | 0             | Eiden : Eizan (à Yase-Hieizanguchi) | Kyoto        |
| Cable Hiei | ケーブル比叡 | 1,3           | Téléphérique Eizan                  | Kyoto        |